# 芒崖湖
芒崖湖是一个位于中国青海省芒崖镇西侧海西州县的湖泊，面积约为13平方千米。